# 茨城県獣医師会
公益社団法人茨城県獣医師会（こうえきしゃだんほうじんいばらきけんじゅういしかい 英称 Ibaraki Veterinary Medical Association）は、茨城県知事所管の茨城県の獣医師を会員とする公益法人。

## 本部所在地
〒310-0851 茨城県水戸市千波町1234-20
　　　　　　　　　　　 　　　　

## 業務内容
- 獣医師会員の学術技能向上のための研修会・講習会事業等の実施
- 茨城県との動物に関する連携事業
- 疾病している野鳥の保護・救護
- 県内各学校で飼われている動物の飼育指導
- 茨城県内各市町村との動物に関する連携事業
- 狂犬病の予防接種・防止活動